# أودينجين (باد كاليه)
أودينجين، باد كاليه (بالفرنسية: Audinghen)‏ هي بلدية تقع في إقليم باد كاليه من منطقة نور با دو كاليه في شمال فرنسا. تبلغ مساحة هذه المدينة 13.09 (كم²)، وترتفع عن سطح البحر 68 م، يبلغ عدد سكانها 584 نسمة حسب إحصاء المعهد الوطني للإحصاء والدراسات الاقتصادية سنة 2009 م. وترأس Marc Sarpaux البلدية خلال فترة (2008-2014).